# Sarcophaga pyrrhopoda
Sarcophaga pyrrhopoda är en tvåvingeart som först beskrevs av Mario Bezzi 1923.  Sarcophaga pyrrhopoda ingår i släktet Sarcophaga och familjen köttflugor.
Artens utbredningsområde är Aldabra. Inga underarter finns listade i Catalogue of Life.